# Józef Liszcz
Józef Liszcz – poseł do Sejmu Krajowego Galicji I kadencji (1861–1867), włościanin z Bud w powiecie Głogów.
Wybrany do Sejmu Krajowego w IV kurii obwodu Rzeszów, z okręgu wyborczego nr 57 Rzeszów-Głogów.